# Kerttu Rakke

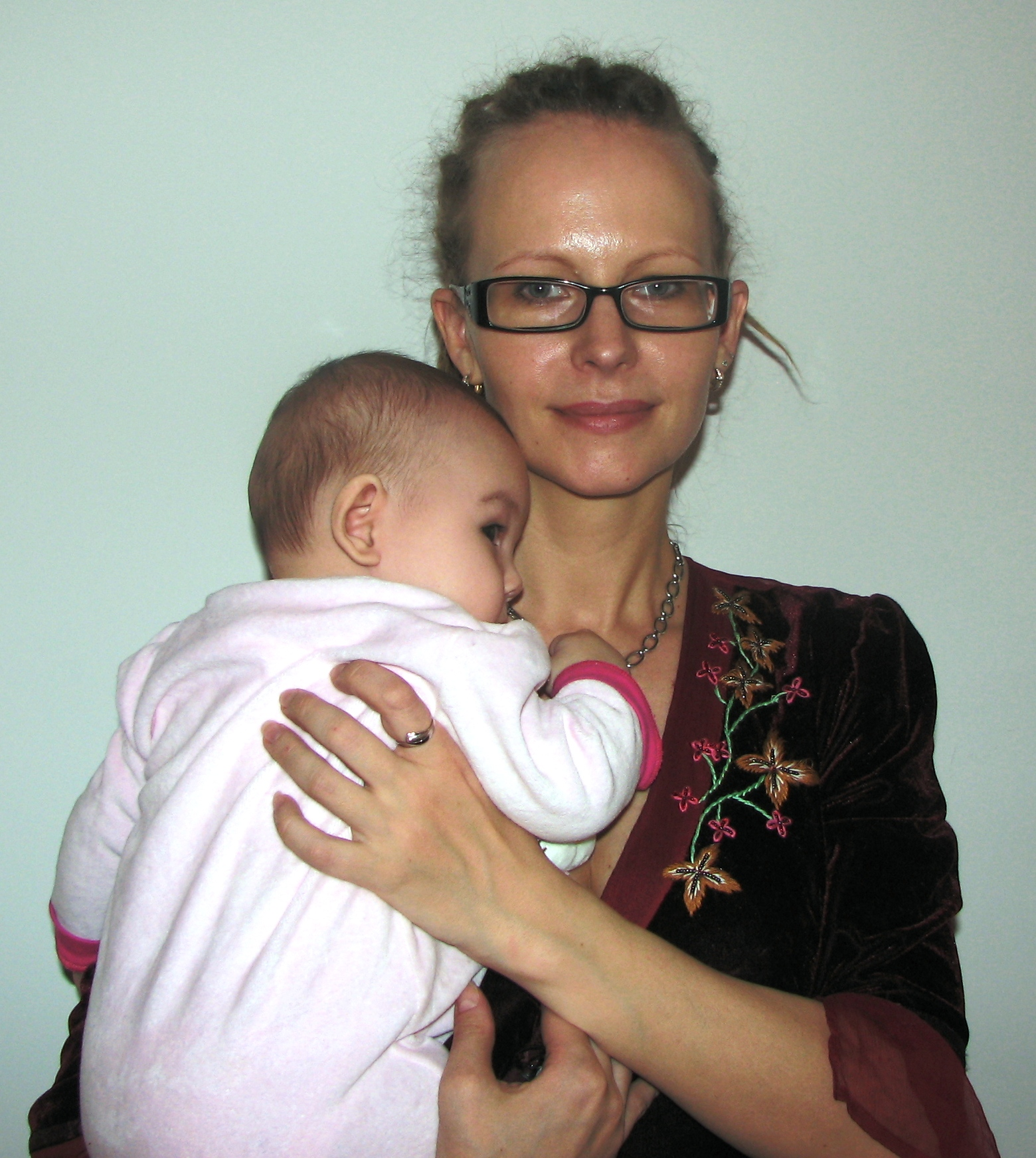
Kerttu Rakke, 2010

Kerttu Rakke (bürgerlicher Name Kadi Kuus, * 16. September 1970 in Võru) ist eine estnische Schriftstellerin.

## Leben
Kerttu Rakke absolvierte ein Studium der estnischen Philologie an der Universität Tartu und studierte anschließend Semiotik am Estnischen Humanitarinstitut in Tallinn. Später war sie für verschiedene Zeitungen und Zeitschriften tätig.

## Werk
Karttu Rakke debütierte bereits 1989 in der Zeitschrift Vikerkaar, legte ihr erstes Buch jedoch erst 2000 vor. Ihre längere Erzählung Kalevipoeg überträgt die bekannten Handlungen und Ereignisse aus dem estnischen Nationalepos auf das Ende des 20. Jahrhunderts, wobei die notwendigen Verfremdungen und Modernisierungen auftreten: Heldin ist eine Frau, die ihre Mutter in Finnland sucht, sich dort ein Auto kauft – im Epos ist es ein Schwert, das sich der Held besorgt –, ein wildes Gelage veranstaltet, das in eine Schlägerei mündet, und schließlich nach vielen weiteren Abenteuern, die dem Epos nachempfunden sind, im Krankenhaus erwacht, nachdem das von ihr verfluchte Auto ihr die Beine zertrümmert hat. Eine Kritikerin erhoffte sich von dem Buch einen „Frauennaturalismus“ als Gegenstück zu den Werken von Peeter Sauter oder Mart Kivastik, wurde aber letztlich enttäuscht. Trotzdem wurde das Buch vorwiegend positiv rezensiert, und es ebnete der Autorin den Weg zu weiteren Büchern, die sie in rascher Folge vorlegte. Im Zentrum des Geschehens stehen bei Rakke häufig junge Frauen und ihr Sexualleben, die Sprache ist locker, flüssig, bisweilen vulgär und der Umgangssprache angenähert, die Handlungen sind intrigenreich und spannend. Ihr Thema ist die zeitgenössische estnische Frau im Großstadtmilieu.
Kerttu Rakke schrieb ebenfalls das Drehbuch zur Fernsehserie Kodu keset linna ('Ein Zuhause mitten in der Stadt'), das insgesamt 402 Folgen umfasste (2003–2006). Ausgewählte Werke von Kerttu Rakke wurden ins Finnische und Französische übertragen.

## Bibliografie
- Kalevipoeg. s. l.: s.n. 2000. 100 S.
- Seitse päeva ('Sieben Tage'). Tallinn: Kadikas 2000. 96 S.
- Mitu juttu ('Mehrere Geschichten'). Tallinn: Kadikas 2001. 257 S.
- Kolmas printsess ('Die dritte Prinzessin'). Tallinn: OÜ Vastus 2001. 121 S.
- Iluasjake ('Schönheitsdingchen'). s. l.: Kadikas 2002. 141 S.
- Susanna ja mina ('Susanna und ich'). s. l.: Kadikas 2002. 236 S.
- Kordustrükk ('Neuauflage'). s. l.: Kadikas 2003. 275 S.
- Küpsiseparadiis ehk kaksteist kuud ('Das Keksparadies oder Zwölf Monate'). s. l.: Kadikas 2007. 360 S.
- Seitse aastat seebiselt. Stsenaristi pihtimus ('Sieben Jahre Soap. Bekenntnis einer Drehbuchautorin'). Tallinn: Kadikas 2010. 207 S.
- Küpsiseparadiis 2, ehk, Maskid & maskotid ('Das Keksparadies 2 oder Masken und Maskottchen'). Tallinn: Mitu Juttu 2017. 495 S.
- Häbi ('Schande'). Tallinn: Mitu Juttu 2018. 181 S.